# Иштар
И́штар, Ишта́р, также Эштар, Аштар (аккад. dIštar, также dEštar, d'Aštar; логографика: dINANNA, d15) — центральное женское божество аккадской мифологии: богиня плодородия и плотской любви, а также войны и распри, астральное божество (олицетворение планеты Венера). В источниках на шумерском языке соответствует Инанне.

## Имя и происхождение

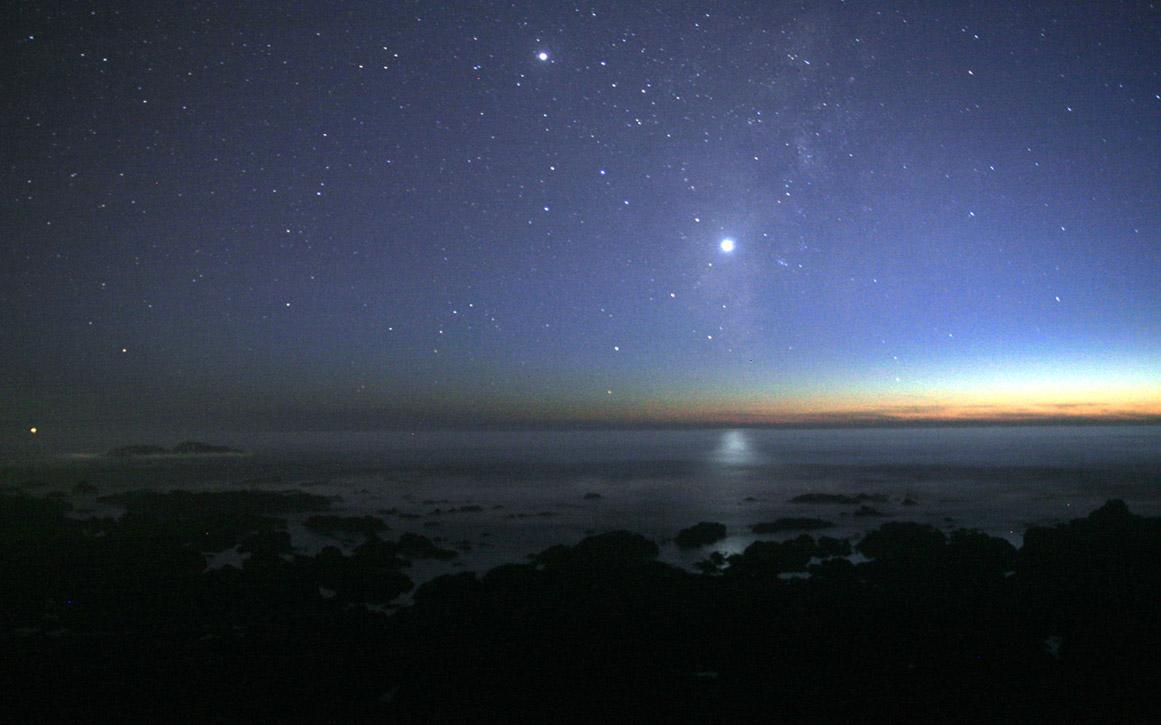
Венера на вечернем небе

Теоним восходит к ˈас̱тар, в прасемитское время означавшему планету Венера в одном из двух аспектов, передаваемых, соответственно, как ˈАс̱тар (утренняя звезда, мужской персонаж) и ˈАс̱тарт (вечерняя звезда, женский персонаж). В западносемитской и южноаравийской мифологии это разделение сохранилось (см. Астар и Астарта); в восточносемитской среде (предки аккадцев) оба аспекта слились в едином божестве, сохранившем характеристики обоих полов (см. андрогинность): с одной стороны Иштар — божество войны, с другой — секса и деторождения; при этом слово ˈас̱тар у восточных семитов означало богиню вообще. Нарицательный характер способствовал поглощению Иштар множества месопотамских божеств (шумерских, хурритских); в среде хурритов она обычно ассоциировалась с Шавушкой, однако чаще всего богиня соответствовала шумерской Инанне.
Помимо «Иштар», встречались также варианты имени «Эштар» и «'Аштар». В подавляющем большинстве случаев имя богини передавалось шумерограммой dINANNA (аккадцы заимствовали письменность у шумеров). Помимо этого, использовался числовой эквивалент, предваряемый соответствующим детерминативом: d15 (= IŠTÀR), а также слоговое написание: eš4-tár, deš4-tár, diš-tar.

## Генеалогия
Как и её шумерский эквивалент, Иштар имела разное положение в божественной генеалогии — в зависимости от конкретной традиции. В «Эпосе о Гильгамеше» её отцом и матерью названы бог неба Ану и его супруга Анту. В мифе о сошествии в Преисподнюю отцом богини назван Син, а сестрой — Эрешкигаль. Возлюбленным Иштар считается Думузи/Таммуз, часть года заменяющий её в царстве мёртвых. В Ассирийской державе Иштар (под именем Миллиту) считалась супругой верховного бога Ашшура; в некоторых источниках супругом Иштар назван Ану.

## Упоминание в источниках. Мифы
Впервые теоним «Иштар» фиксируется в источниках аккадского периода — в личных именах из Мари, Эблы и т. д. В староаккадское время культ военной ипостаси Иштар (Ануннит) приобрёл важное значение; к богине неоднократно обращались местные цари, в частности, Нарам-Суэн. Иштар упоминается во многочисленных источниках, где ей соответствуют эпитеты: «владычица богов», «царица царей», «яростная львица», «Иштар-воительница». В известном старовавилонском гимне, связываемым с именем царя Аммидитаны, Иштар названа величайшей из Игигов, царицей богов, равной царю богов Ану, супругой которого она является и с которым восседает на божественном троне. Иштар мудра, рассудительна и проницательна; свои решения Ану принимает вместе с ней; прочие боги склоняются перед Иштар и внемлют её словам; люди страшатся её. Могущество, величие и способности богини называются несравненными; в её руках — судьбы всего сущего. Образ Иштар притягателен, очаровывает, вызывает влечение; на её губах мёд, её глаза переливаются радужным светом, её уста — сама жизнь; она — подательница жизненной силы, здоровья и удачи. Иштар угодны покорность почитающих, взаимная любовь и благие намерения.
Распространены два мифологические сюжета с участием Иштар, запечатленные в двух соответствующих литературных памятниках — «Сошествие Иштар в Преисподнюю» и «Эпос о Гильгамеше»; оба сюжета представляют собой адаптацию шумерских мифов.
В «Сошествии Иштар в Преисподнюю» повествуется как богиня, названная там дочерью Сина, отправляется в страну мёртвых, жилище Иркаллы. У ворот Преисподней она требует от привратника открыть ей, иначе богиня грозится разбить дверь и вывести мертвых, которые будут есть живых. Привратник говорит богине, что доложит о её визите сестре Иштар, богине Эрешкигаль; испуганная Эрешкигаль повелевает впустить Иштар. Проходя каждые из семи врат Преисподней, богиня лишается отдельных деталей облачения и заключенных в них сил, в результате чего предстает перед Эрешкигаль голой и беззащитной. Эрешкигаль обрушивается на неё в гневе и велит послу Намтару затворить Иштар во дворце и навести шестьдесят болезней на всё её тело. Между тем, после того как богиня сошла в Преисподнюю, всё живое на земле перестало размножаться; видя это, Папсуккаль, посол великих богов, облачается в траур; Шамаш обращается к Сину и Эа. Бог Эа создает евнуха Аснамира (также — Асушунамир), которому должны открыться семь врат Преисподней и который сможет взять с Эрешкигаль великую клятву. Так и случается; взяв клятву, Аснамир просит от богини висящий бурдюк (метафорическое обозначение тела Иштар); Эрешкигаль приходит в ярость. Она повелевает Намтару вывести Ануннаков, посадить их на золотой трон и окропить Иштар живой водой. После этого Эрешкигаль отпускает Иштар вместе с Намтаром при условии, что ожившая богиня найдёт себе замену в царство мёртвых. Иштар вновь проходит семь врат, возвращая детали своего облачения. В последних строфах упоминается Таммуз (шумерский Думузи), возлюбленный богини, который должен заменить Иштар в Преисподней, и его сестра Белили (см. умирающие и воскресающие божества).

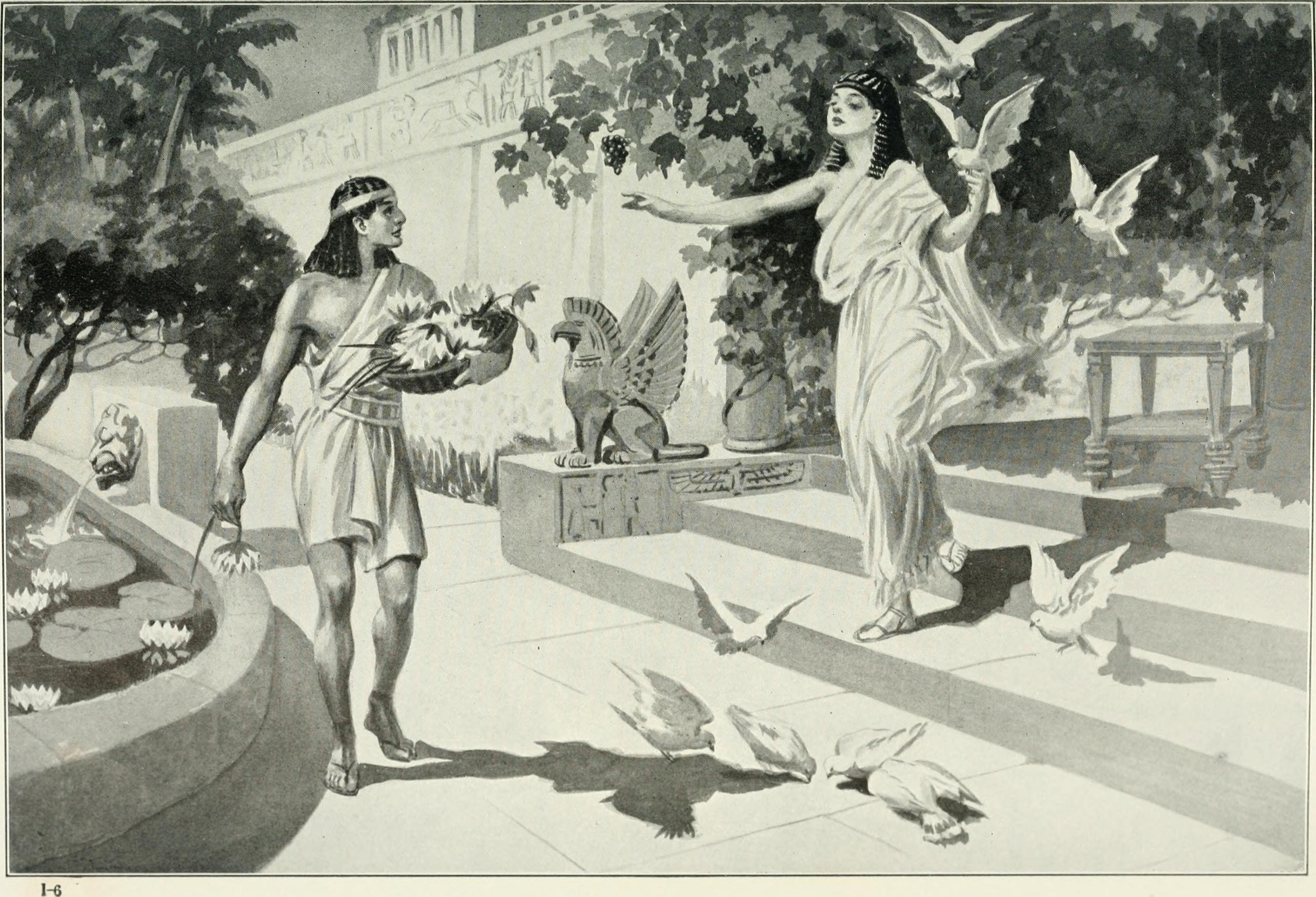
Иштар, окружённая облаком голубей, предстаёт перед молодым садовником Саргоном. Иллюстрация новоассирийской легенды, 1913 год

В эпической поэме «О всё видавшем» перед Гильгамешем, после возвращения его из далёкого и удачного похода, предстает сама Иштар, которая предлагает герою стать её мужем; в награду она обещает:
Да преклонят колени государи, цари и владыки,
Да несут тебе данью дар холмов и равнины,
Твои козы тройней, а овцы двойней да рожают,
Твой вьючный осёл пусть догонит мула,
Твои кони в колеснице да будут горды в беге,
Под ярмом волы твои да не ведают равных!О всё видавшем, Таблица VI
Гильгамеш обещает Иштар щедрые жертвы и пышные почести, однако отказывается от брака с ней, указывая на вероломство и непостоянность богини. Урукский царь называет Иштар «жаровней, что гаснет в холод», «дворцом, обвалившимся на голову герою», «сандалией, жмущей ногу господина» и т. д.; Гильгамеш перечисляет многочисленных любовников богини, преданных ею, среди которых — Думузи, который ныне должен каждый год находиться в стране мертвых, пастух-козопас, превращенный богиней в волка, садовник Ишуллану, которого Иштар обратила в паука, животные (птица-пастушок, лев, конь). Оскорбленная богиня отправляется на небеса, где жалуется богу Ану и его супруге Анту, названными здесь отцом и матерью Иштар. Она требует создать ей огромного Небесного быка, угрожая в противном случае поднять мертвецов, чтобы те ели живых. Ану требует, чтобы Иштар обеспечила земли Урука изобилием в течение семи лет, после чего выполняет просьбу дочери. Гигантский бык спускается с небес, выпивает Евфрат и убивает людей, но Энкиду и Гильгамеш побеждают чудовище и приносят его в жертву Шамашу и Лугальбанде. Иштар в скорби проклинает Гильгамеша со стены Урука; увидев её, Энкиду бросает в богиню ногу быка, выражая желание сделать с ней то же самое; Иштар созывает блудниц и те вместе с ней оплакивают ногу быка.
В остальных мифоэпических текстах упоминание Иштар менее содержательно. В «Мифе об Этане» богиня ищет царя для созданного Игигами и Ануннаками Киша; бог Энлиль находит Этану. Между тем, у Этаны долгое время нет наследника и он, при помощи гигантского орла, решает отправиться на небо, чтобы получить «траву рождения», или помощь владычицы рождения, Иштар. Описывается сон (видение) Этаны, в котором орёл и герой поднимаются на небеса, проходят врата великих богов и в доме с открытыми окнами видят деву с венцом на голове, восседающую на троне в окружении рычащих львов (по-видимому, речь идёт об Иштар). Львы бросаются на Этану и герой просыпается.
Согласно новоассирийской версии «Сказания о Саргоне», будущего основателя Аккадского царства, тогда ещё садовника, полюбила сама Иштар, что способствовало его успехам и обретению власти.
До 1-го тысячелетия до н. э. (включительно) Иштар оставалась важнейшим божеством месопотамского пантеона.

## Функции и культ

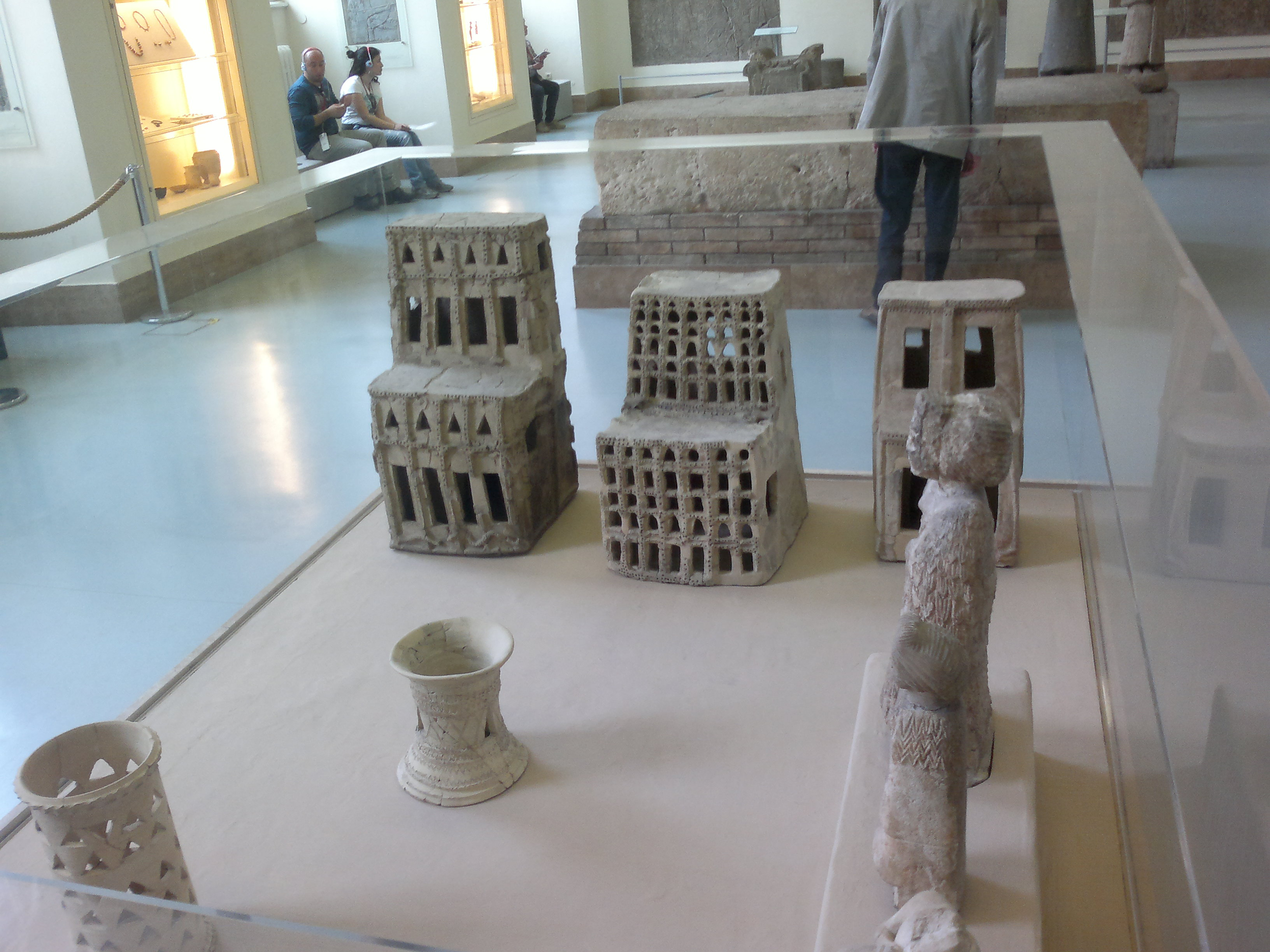
Инсталляция архаического храма Иштар с храмовым инвентарём (курильницы, ступенчатый алтарь) и статуэтками молящихся. Ашшур, ок. 2400 года до н. э., Музей Пергамон, Берлин

Андрогинные функции аккадской богини, при наложении их на шумерскую основу обусловили то, что Инанна-Иштар — наиболее сложный персонаж шумеро-аккадской мифологии; ей приписывались противоречивые, порой — прямо противоположные функции. С одной стороны, это была богиня плодородия и плотской любви, с другой стороны — войны и распри; кроме того, это было астральное божество, олицетворение планеты Венера.
Как сама Иштар, так и её ипостаси почитались в локальных пантеонах многих центров Северной и Южной Месопотамии. В начале 2-го тысячелетия до н. э. в рамках её культа сохранялся ритуал «Священного брака», до этого характерный для культа шумерской Инанны, но теперь принявший относительно формальный вид. Тем не менее, в Уруке, бывшем до того крупнейшим центром почитания Инанны, культ Иштар приобрёл оргиастические черты; празднества включали самоистязания (возможно, самооскопление), проявления сексуальной раскрепощенности, принесения в жертву девственности особыми жрицами-кадишту. Считается, что Иштар, помимо прочего, была покровительницей проституток, гетер и гомосексуалов. При этом, культ богини был связан с практикой сакральной проституции; сама Иштар порой называлась «куртизанкой богов», а её святой город Урук — «городом священных куртизанок». Попытки уничтожить оргиастический культ могли предприниматься ещё во 2-м тысячелетии до н. э., однако лишь к концу правления Ахеменидов богиня (в ипостаси Нанайи) окончательно утратила соответствующие черты.

## Иконографика
Иконографическая специфика зависела от того, какой аспект изображался в конкретном случае. В военной ипостаси Иштар обычной изображалась в бахромчатой одежде и рогатой тиаре, со стрелами за спиной, порой — крылатой, стоящей на своём льве. Астральным символом Иштар, как олицетворения планеты Венеры, была восьмиконечная звезда.
На староаккадской цилиндрической печати писца Адды богиня изображена крылатой и вооруженной. На другой староаккадской печати жрицы с жертвенной газелью и сосудом стоят перед Инанной-Иштар в рогатой тиаре и со стрелами за спиной. На одной из новоассирийских печатей также изображена сцена поклонения Иштар, где богиня предстаёт в полном вооружении, стоящей на льве. На рельефе из дворца в Арслан-тепе (X—IX века до н. э.) хеттская царица совершает возлияния перед вооруженной Иштар, стоящей на льве.
Астральный символ Иштар (восьмиконечная звезда) нередко изображался на межевых камнях-кудурру; в частности, символ Венеры/Иштар присутствует на кудурру Навуходоносора I.

## Отождествления и эпитеты

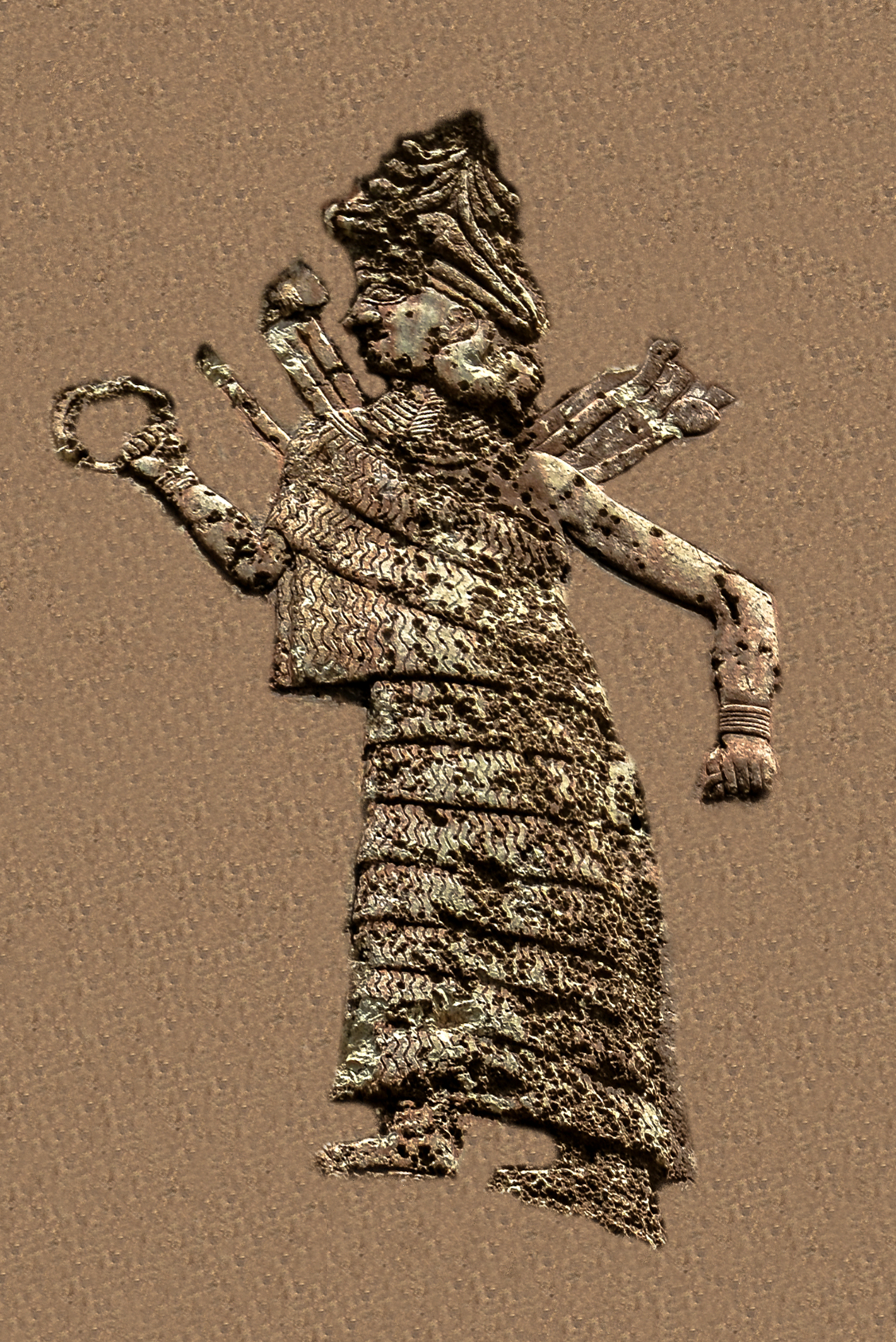
Иштар на рельефе Анубанини. Аккадский или старовавилонский период

### Иштар Аккадская, Вавилонская, Ниневийская и др.
- И́штар Акка́дская или Бе́лет-Аккаде́ (аккад. Bēlet-Akkadê: «Госпожа Аккаде») — Иштар города Аккаде, столицы Аккадского царства;
- Иштар Арбельская — Иштар города Арбелы; часто упоминается в текстах новоассирийского времени в связи с прорицательской спецификой: к ней обращались за советом ассирийские цари перед принятием важных политических и военных решений; в отличие от других ипостасей, связанных со звездой Венера, Иштар Арбельская отождествлялась с Сириусом[39];
- Иштар Ашшурская (аккад. Ištar Aššuritum) — Иштар города Ашшур, супруга бога Ашшура — главного бога древнеассирийского государства; основной культовый центр — в одноимённом городе[39];
- И́штар Вавило́нская или Бе́лет-Ба́били(м) (аккад. Bēlet-Bābili: «Госпожа Вавилона») — Иштар города Вавилон, почиталась там же;
- Иштар Ниневийская (аккад. Ištar kakkabu: «госпожа звезды (Венеры)»[40]) — Иштар города Ниневии, одной из столиц Ассирийского царства, где располагался её культовый центр. Изначально хурритская богиня Нину или Нино[1].

### Инанна
Инанна (согласно этимологии периода III династии Ура — от шум. dnin.an.na: «госпожа (владычица) небес») — одно из важнейших шумерских божеств, впоследствии фигурировавшее под именем «Иштар».

### Ануннит
Анунни́т(ум) (от аккад. Ištar-anunnitum: «Иштар-воительница») — изначально эпитет Иштар, отражавший военный аспект образа; к воинственной богине взывали цари Саргоновской династии в формулах проклятий. Впоследствии эпитет трансформировался в образ самостоятельного божества войны, каким Ануннит предстаёт в старовавилонском эпосе о Нарам-Суэне. В указанные период богине был посвящен храм в городе Кисурра, однако её культ был установлен также в Сиппаре, Ниппуре, Уруке и Уре (под именем Ульмашитум).

### Нанайя
Нана́йя — изначально родственное Иштар божество, впоследствии отождествлявшееся с ней;

### Прочие
- Агушайя — одна из ипостасей (см. «Гимн Агушайе[англ.]»)[28];
- А́нту(м) — супруга бога Ану, в вавилонских текстах касситского времени названа «звездой Иштар»[28].
- Бе́лет-Эа́нна (аккад. Bēlet-Eanna) — Иштар Урукская;
- Миллиту — имя богини, супруги верховного бога Энлиля; в ассирийском пантеоне этим именем иногда называли Иштар как супругу местного верховного бога Ашшура[5];
- Нинсианна — изначально шумерская богиня, персонификация планеты Венера; позднее слилась с Иштар[43];
- Ульмашитум — эпитет богини Ануннит, почитавшейся в Уре; происходит от названия соответствующего местного храма (Эульмаш, É-ulmaš)[42].

## Известные личности с теофорным именем
- Ли́пит-И́штар (аккад. Lipit-Ištar: «прикосновение Иштар») — царь Исина.